# Maria Jaszczukowa
Maria Jaszczukowa (ur. 30 maja 1915 w Warszawie, zm. 21 grudnia 2007 tamże) – polska prawniczka, działaczka społeczna i polityk, w latach 1945–1957 posłanka: do Krajowej Rady Narodowej, na Sejm Ustawodawczy oraz na Sejm PRL I kadencji.

## Życiorys

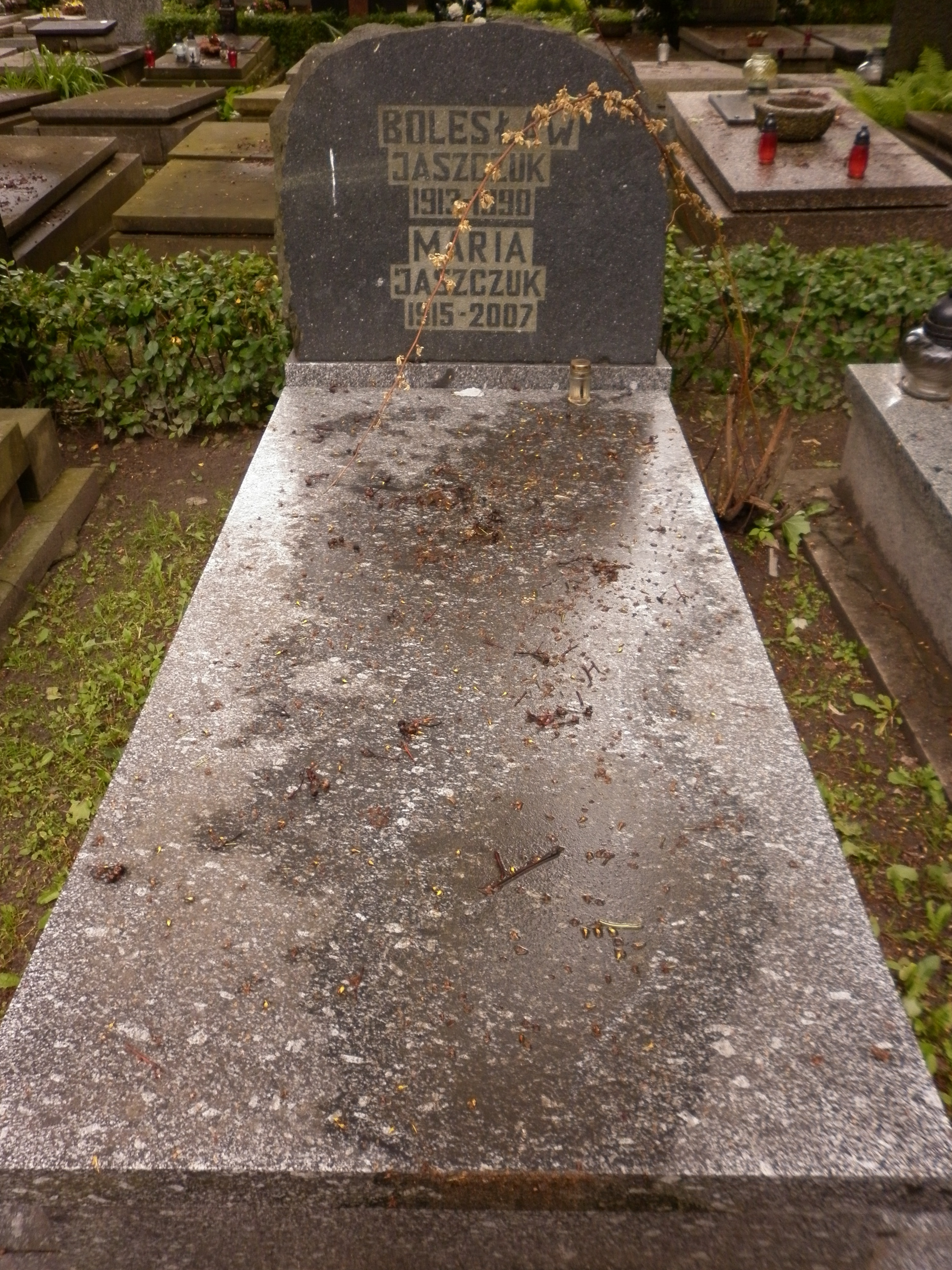
Grób Marii Jaszczuk na cmentarzu Powązkowskim w Warszawie.

Była córką Stanisława Guzickiego, ekonomisty, wykładowcy Politechniki Warszawskiej. W młodości studiowała prawo, jednak dopiero po wojnie ukończyła studia na Wydziale Filozofii Uniwersytetu Warszawskiego. W 1936 została sekretarzem zarządu Klubu Demokratycznego w Warszawie. Była również sekretarzem Sekcji Młodych KD. W 1939 znalazła się wśród członków nowo powstałego Stronnictwa Demokratycznego.
Po wybuchu II wojny światowej znalazła się na ziemiach wschodnich Rzeczypospolitej. Podczas okupacji radzieckiej podjęła pracę jako nauczycielka historii w Białymstoku (do 1941). W czasie okupacji niemieckiej więziona na Pawiaku i w niemieckim obozie koncentracyjnym Auschwitz-Birkenau, uczestniczyła w tzw. marszu śmierci kobiet do stacji kolejowej Wodzisław Śląski, skąd więźniarki trafiły do Ravensbrück. Życie ocaliła dzięki interwencji Szwedzkiego Czerwonego Krzyża, resztę okupacji spędzając w Skandynawii.
Po 1945 powróciła do działalności społecznej i politycznej w Polsce. Nominowano ją do Krajowej Rady Narodowej, później zasiadała również w Sejmie Ustawodawczym (1947–1952) i Sejmie PRL I kadencji (do 1952–1956). Założyła Koło Posłanek przy Krajowej Radzie Narodowej, znalazła się również wśród twórców Ligi Kobiet oraz tygodnika „Przyjaciółka”. Zasiadała w licznych gremiach, m.in. Komitecie Obrońców Pokoju, Komitecie do spraw Walki z Analfabetyzmem, Towarzystwie Przyjaciół Dzieci oraz Światowej Demokratycznej Federacji Kobiet. W 1952 ponownie uzyskała mandat z okręgu Bytom (działała w tym czasie na Górnym Śląsku). W Sejmie I kadencji pełniła funkcję wiceprzewodniczącej Komisji Pracy i Zdrowia. W 1956 była sprawozdawczynią projektu ustawy o warunkach dopuszczalności przerywania ciąży, która na 36 lat zalegalizowała w Polsce aborcję z tzw. powodów społecznych. W 1957 została wycofana z życia politycznego. Od 1959 do 1963 przebywała w Moskwie, gdzie jej mąż był ambasadorem PRL. W 1965 została dyrektorem Biura Współpracy z Konsumentem „Opinia”. Na początku lat 70. stanęła z nominacji SD na czele komitetu redakcyjnego biografii Mieczysława Michałowicza. Pełniła funkcję sekretarza Rady Naczelnej ZBoWiD.
Zamężna z Bolesławem Jaszczukiem, mieli syna Bolesława, działacza Związku Komunistów Polskich „Proletariat”.
Zmarła w Warszawie, pochowana na cmentarzu Wojskowym na Powązkach (kwatera C31-tuje-10).

## Publikacje
- Stanisława Garncarczykowa, Maria Jaszczukowa, Edwarda Orłowska, Byłyśmy w ZSRR, Warszawa 1948.

## Ordery i odznaczenia
- Krzyż Komandorski Orderu Odrodzenia Polski[5]
- Medal 10-lecia Polski Ludowej (12 stycznia 1955)[6]
- Medal Pamiątkowy z okazji 40. rocznicy powstania Krajowej Rady Narodowej (grudzień 1983)[7]